# Análisis de software
En ciencias de la computación, análisis de software es el proceso automatizado de analizar el sistema para el comportamiento del software. Existen dos tipos principales de análisis, el análisis estático de software y el análisis dinámico de software. Estas técnicas de análisis intentan encontrar y mejorar en un software cuestiones de correctitud, optimización y seguridad.
Algunas de las técnicas usadas para llevar a cabo estos análisis son:
- Análisis de control del flujo y análisis de flujo de datos
- Análisis de restricción
- Interpretación abstracta
- Verificación de tipos y efectos
- Rebanamiento estático
- Model checking

Otros campos similares son el profiling y la verificación formal de software.